# Індійський інститут сільськогосподарських досліджень
Індійський інститут сільськогосподарських досліджень (англ. Indian Agricultural Research Institute, IARI, гінді भारतीय कृषि अनुसंधान संस्थान) — освітній та дослідницький інститут в Делі, Індія, що спеціалізується на сільському господарстві. Він був заснований в 1905 році у місті Пуса, Біхар, але після землетрусу 1934 року перенесений до Нью-Делі, до району, що отримав назву Пуса. З 1958 року він отримав статус умовного університету. Багато в чому завдяки роботі цього інституту в 1970 роки й відбулася Зелена революція в Індії.